# Antarchaea muraenula
Antarchaea muraenula là một loài bướm đêm trong họ Noctuidae.